# Fermat no Ryōri
Fermat no Ryōri (フェルマーの料理 Ferumā no Ryōri?) es una serie de manga japonesa escrita e ilustrada por Yūgo Kobayashi. Se ha serializado en la revista de manga shōnen de Kōdansha Monthly Shōnen Magazine desde septiembre de 2018. Una adaptación de un dramática televisiva se emitió de octubre a diciembre de 2023. Una adaptación de una serie de televisión de anime producida por Domerica se estrenará en julio de 2025.

## Personajes
Gaku Kitada (北田 岳 Kitada Gaku?)
 Seiyū: Ryōsuke Tomita
Kai Asakura (朝倉 海 Asakura Kai?)
 Seiyū: Taito Ban
Ranna Akamatsu (赤松 蘭菜 Akamatsu Ranna?)
 Seiyū: Natsu Yorita
Magoroku Inui (乾 孫六 Inui Magoroku?)
 Seiyū: Tatsumaru Tachibana
Katsuya Hotei (布袋 勝也 Hotei Katsuya?)
 Seiyū: Daichi Endō
Ayu Uomi (魚見 亜由 Uomi Ayu?)
 Seiyū: Anna Nagase
Nene Fukuda (福田 寧々 Fukuda Nene?)
 Seiyū: Haruna Ikezawa
Kagura Musashi (武蔵 神楽 Musashi Kagura?)
 Seiyū: Shion Wakayama
Ichitarō Hirose (広瀬 一太郎 Hirose Ichitarō?)
 Seiyū: Makoto Furukawa
Milo Vivia (ウィヴィア・ミロ Vivia Miro?)
 Seiyū: Takuma Nagatsuka

## Contenido de la obra

### Manga
Fermat no Ryōri está escrita e ilustrada por Yūgo Kobayashi y comenzó en la revista de manga shōnen de Kōdansha Monthly Shōnen Magazine el 6 de septiembre de 2018. Kodansha ha recopilado sus capítulos en volúmenes tankōbon individuales. El primer volumen se publicó el 28 de junio de 2019. Al 28 de septiembre de 2023, se publicaron cuatro volúmenes.
| Volúmenes de manga publicados | Volúmenes de manga publicados | Volúmenes de manga publicados |
| Número                        | Fecha de lanzamiento          | ISBN                          |
| ----------------------------- | ----------------------------- | ----------------------------- |
| 1                             | 28 de junio de 2019           | ISBN 978-4-06-516296-5        |
| 2                             | 30 de julio de 2020           | ISBN 978-4-06-520616-4        |
| 3                             | 30 de mayo de 2022            | ISBN 978-4-06-527610-5        |
| 4                             | 28 de septiembre de 2023      | ISBN 978-4-06-533334-1        |

### Anime
En enero de 2025, se anunció que el manga recibirá una adaptación de serie de televisión de anime. La serie está producida y escrita por Domerica y dirigida por Kazuya Ichikawa, con Takeshi Okamoto y Satsuki Kashiwagi diseñando los personajes y Satoshi Igarashi componiendo la música. Su estreno está previsto para el 5 de julio de 2025 en el bloque de programación IMAnimation de TV Asahi. El tema de apertura de la serie, "Maillard", será interpretado por Oshikikeigo, mientras el tema final de la serie será interpretado por DXTeen. REMOW obtuvo la licencia de la serie en América del Norte y la transmitirá en el canal de YouTube It's Anime y Samsung TV Plus. Sato Company obtuvo la licencia de la serie en América Latina y la transmitirá próximamente en Amazon Prime Video. Medialink obtuvo la licencia de la serie en Asia-Pacífico.

## Recepción
En diciembre de 2023, el manga tenía más de 500.000 copias en circulación.